# Molí del Clot de Can Gridó
El Molí del Clot de Can Gridó és una obra de Sant Joan les Fonts (Garrotxa) inclosa a l'Inventari del Patrimoni Arquitectònic de Catalunya.

## Descripció
Sota la casa pairal de la família Gridó es conserven les restes d'un antic molí fariner bastit a la riba dreta del Fluvià. Per la seva edificació es van utilitzar carreus molt ben tallats per als cantoners de la mateixa pedra vermellosa que s'utilitzà per bastir el cenobi benedictí de Sant Esteve. Disposava de baixos, on encara avui es veuen, en mig de les runes i bardisses, les moles per moldre el gra. L'edifici va tenir planta baixa i dos pisos superiors, dels quals únicament es conserven les parets mestres; els sostres estan tots enrunats; també disposava de dos cossos rectangulars.

## Història
El monopoli dels molins de l'actual terme municipal de Sant Joan les Fonts, el tenia la batllia de Castellfollit. Ponç II de Cervera, l'idus d'agost del 1191, cedí aquest monopoli als monjos del Monestir de Sant Esteve, mitjançant certes condicions. Els pagesos no volien portar a moldre el gra i fra Oliver apel·là al jutge de Castellfollit, fallant que els veïns de Sant Joan, Begudà i Castellar, venien obligats a moldre als molins del prior. No devia ser rendible aquest monopoli pels monjos i els anaren cedint a poc a poc a particulars: els Rovira de Cortals foren els primers (1242) en adquirir dos molins.